# Herbert Zaveršnik
Herbert Zaveršnik, slovenski zdravnik internist, gastroenterolog, * 16. februar 1918, Gradec, †  8. avgust 1999, Celje.

## Življenje in delo
Po diplomi iz medicine na beograjski Medicinski fakulteti je specializacijo iz interne medicine opravil v Ljubljani, iz gastroenterologije in hepatologije pa v Londonu (1956). Doktoriral je na Medicinski fakulteti v Ljubljani (1963) in prav tam postal redni profesor (1979). V letih 1950−1969 je bil zaposlen v Splošni bolnišnici v Celju, od 1956 kot vodja njenega gastroenterološkega oddelka, leta 1962 je postal primarij. Delal je tudi v Zdravilišču Rogaška, od 1988 kot zdravstveni svetovalec.
Objavil je knjigo spominov Iz mojega sveta (1996) ter preko 50 strokovnih in znanstvenih člankov tako doma kot v tujini.